# ترشنیویتسا، پاراچین
ترشنیویتسا (صربی: Trešnjevica}} یک منطقهٔ مسکونی در صربستان است که در Pomoravlje District واقع شده‌است.
 ترشنیویتسا  ۱٬۱۳۷ نفر جمعیت دارد.